# Ense
Ense település Németországban, azon belül Észak-Rajna-Vesztfália tartományban. Lakosainak száma 12 398 fő (2023. december 31.). Ense Wickede, Werl, Soest, Möhnesee és Arnsberg községekkel határos.

## Népesség
A település népességének változása:
| Lakosok száma | 8446 | 12 239 | 12 213 | 12 197 | 12 326 | 12 398 |
|               | 1975 | 2017   | 2019   | 2021   | 2022   | 2023   |